# Quinze caprices pour piano
(Quinze) caprices pour piano is een verzameling werkjes van de Noorse componist Christian Sinding. Hildur Andersen speelde dit werk voor het eerst en wel op 10 december 1898 in de Logens store Sal te Bergen. Die avond werd ook Sindings Eerste vioolconcert voor het eerst gespeeld.
Een volledige opname van de vijftien capriccios is er in 2013 niet; eind jaren 80 zijn er zeven stuks (1, 2, 5, 8, 9, 12 en 13) opgenomen door Helge Antoni voor het platenlabel Etcetera.
De vijftien stukjes zijn ingedeeld naar tempo:
1. Allegro passionato
2. Andante con moto
3. Marcato
4. Allegretto
5. Allegretto
6. Non troppo allegro
7. Allegretto scherzando
8. Animato
9. Presto
10. Andante
11. Presto
12. Allegretto
13. Agitato
14. Allegretto
15. Poco maestoso